# Xylotrechus curtithorax
Xylotrechus curtithorax là một loài bọ cánh cứng trong họ Cerambycidae.